# Lasioglossum repertulum
Lasioglossum repertulum là một loài Hymenoptera trong họ Halictidae. Loài này được Cockerell mô tả khoa học năm 1916.